# Zweikaiserproblem
Das Zweikaiserproblem (πρόβλημα δύο αυτοκρατόρων) kennzeichnet den Widerspruch zwischen dem universalen Anspruch des Kaisertums, wonach es der Idee nach nur einen Kaiser geben durfte, und der realen Tatsache, dass mehrere Personen diesen Titel für sich beanspruchten. Im engeren Sinne bezeichnet es den Streit, der sich nach der Kaiserkrönung Karls des Großen durch den Papst im Jahr 800 zwischen dem so etablierten westlichen Kaisertum und den Kaisern des Byzantinischen Reiches ergab.

## Kaiser im Ost- und Weströmischen Reich

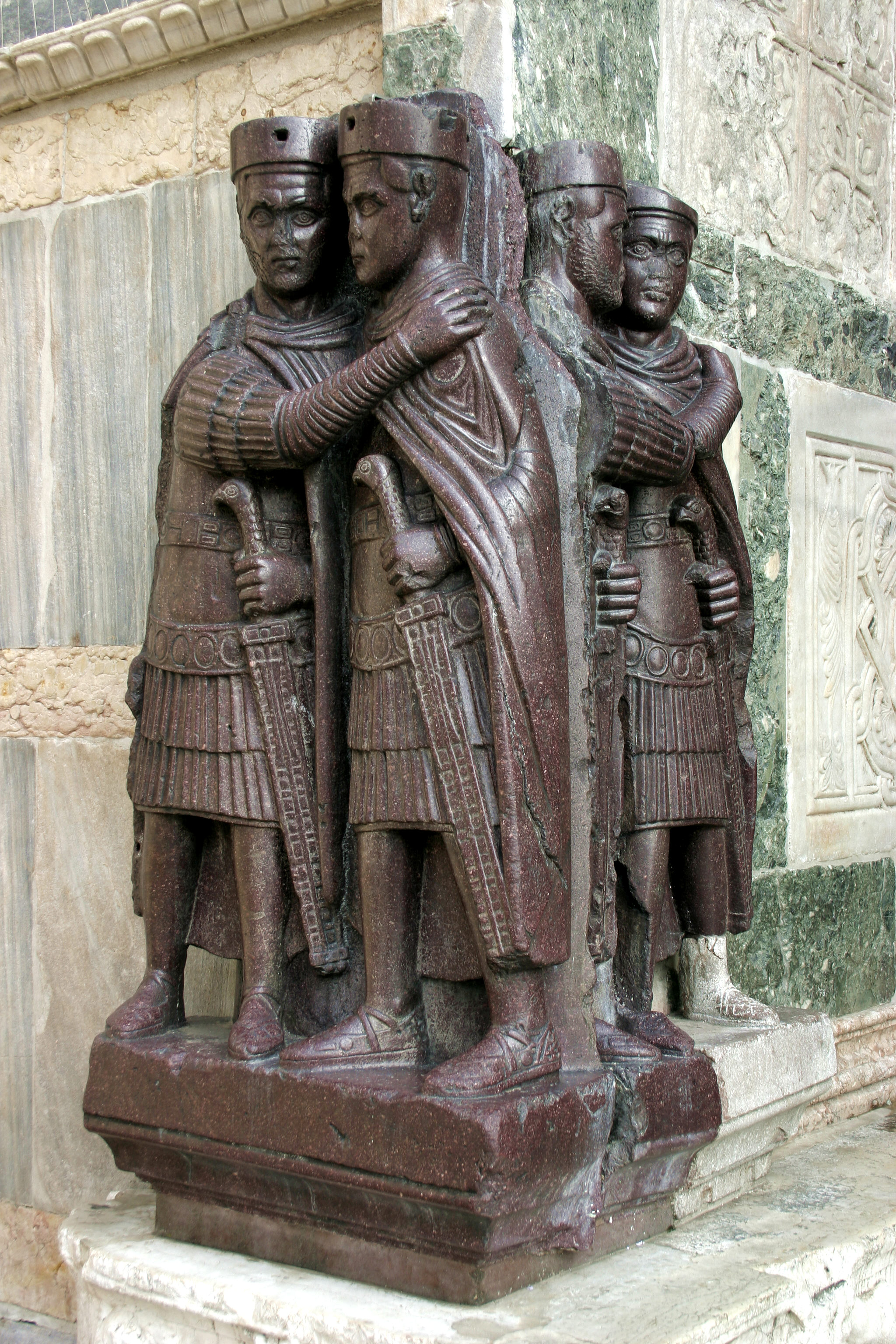
Die Venezianische Tetrarchengruppe

Trotz des eigentlich universellen Charakters war es auch im spätantiken Römischen Reich nicht ungewöhnlich, dass ein römischer Kaiser eine andere Person, häufig einen Verwandten, zum Mitkaiser erhob. Zum Teil wurden dabei insofern Rangunterschiede gewahrt, als sich der Ranghöhere den Titel Augustus vorbehielt, während der Mitkaiser den Titel Caesar bekam. Diokletian ging dabei aber so weit, dass er, mit dem Ziel einer besseren Regierbarkeit des riesigen Reiches, ein System der Tetrarchie einführte, in dem es zwei Augusti und zwei Caesares gab. Dieses detailliert ausgearbeitete System der Vierkaiserherrschaft ging zwar nach dem Abtritt Diokletians in einer Reihe von Bürgerkriegen unter (siehe Auflösung der römischen Tetrarchie), sodass sich zunächst wieder die Alleinherrschaft einzelner Kaiser durchsetzte. Die Mehrkaiserherrschaft blieb aber üblich und wurde nach der Reichsteilung von 395 endgültig die Regel, wobei es fortan einen Kaiser im Weströmischen und einen im Oströmischen Reich gab. Im Jahr 480 fiel der letzte legitime weströmische Kaiser Julius Nepos einem Attentat zum Opfer, wobei schon 476 der letzte Usurpator des Kaisertitels auf der Italischen Halbinsel von Odoaker abgesetzt wurde, der dem verbliebenen Kaiser in Konstantinopel erklärte, man bedürfe im Westen keines Kaisers mehr. Im Osten dagegen bestand das Reich weiter fort, im Prinzip bis zur Eroberung Konstantinopels durch die Osmanen 1453, wobei es in der Neuzeit üblich geworden ist, dieses Reich mit dem Übergang von der Antike zum Mittelalter nicht mehr als Oströmisches, sondern als Byzantinisches Reich zu bezeichnen. Dies hängt nicht zuletzt damit zusammen, dass in der nachjustinianischen Zeit das Griechische in Konstantinopel das Lateinische verdrängte und auch der Kaisertitel nunmehr entsprechend Basileus statt Augustus lautete. Das Byzantinische Reich selbst verstand sich jedoch stets als „Römisches Reich“ und betonte die Kontinuität des Kaisertums dadurch, dass man sich als Kaiser der „Romäer“, also der Römer, verstand.

## Das Karolingische Kaisertum

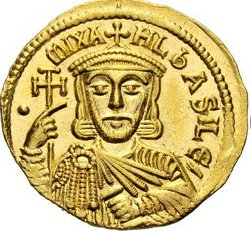
Michael I. (Basileus)

Eine neue Situation ergab sich durch den Aufstieg des Frankenreiches unter den Karolingern. Sie waren seit der Königskrönung Pippins 751 eng mit dem Papsttum verbunden und durch die Eroberungen Karls des Großen unangefochten Herrscher über weite Teile des Abendlandes. Die Krönung Karls zum Kaiser am 25. Dezember 800 durch Papst Leo III. erschien da nur als eine logische Folge, zumal es sich fügte, dass im Jahre 797 im Byzantinischen Reich Irene ihren Sohn Konstantin VI. abgesetzt und ermordet hatte und seither selbst den Kaisertitel trug. Da aber der Papst der Ansicht war, dass Frauen nicht berechtigt seien, den Kaisertitel zu führen, betrachtete er das Kaiseramt als vakant und erklärte Karl zum rechtmäßigen Träger des Titels. Karls vollständiger Titel lautete: Serenissimus Augustus a deo coronatus magnus, pacificus, imperator romanum gubernans imperium, qui et per misericordiam dei rex Francorum et Langobardorum, also: allergnädigster, erhabener, von Gott gekrönter, großer, Friede bringender Kaiser, der das Römische Reich regiert, durch Gottes Barmherzigkeit auch König der Franken und Langobarden. Die Meinungsverschiedenheiten mit Byzanz wurden 812 im Vertrag von Aachen formal dadurch beigelegt, dass sich Karl Imperator ohne einen Zusatz, der ihn als Kaiser „der Römer“ ausgewiesen hätte, bezeichnen durfte, während der nunmehr in Byzanz regierende Michael I. für sich den Titel Βασιλεὺς τῶν Ῥωμαίων (Basileus tôn Rhômaion), also „Kaiser der Römer“ in Anspruch nehmen durfte. Faktisch lief das auf die Aufgabe des universalen Anspruchs und die Anerkennung von zwei Kaisern hinaus. 927 erkannte der byzantinische Kaiser Romanos I. auch den bulgarischen Zaren Peter I. als gleichrangig an. Zudem gebrauchte das westliche Kaisertum seit Otto III. die Titulatur „erhabener Kaiser der Römer“ (Romanorum imperator augustus) als Kanzleinorm, seit diesem Zeitpunkt wurde der Titel-Zusatz „der Römer“ im Heiligen Römischen Reich also doch verwendet.

## Das Byzantinische Kaisertum bis 1453
913 ließ sich Simeon I. zum Kaiser krönen, fortan trugen die bulgarischen Herrscher den Titel Zar. Der serbische König Stefan Dušan und sein Sohn Stefan Uroš V. beanspruchten seit 1346 den Zarentitel.
Mit der Eroberung Konstantinopels durch die Kreuzfahrer 1204 (Vierter Kreuzzug) wurde das sogenannte Lateinische Kaiserreich errichtet, ohne dass die griechischen Kaiser, die ihren Sitz nach Nikaia bzw. Trapezunt verlegen mussten, auf ihren Kaisertitel verzichtet hätten; neben dem abendländischen Kaiser gab es also nunmehr – bis zur Rückeroberung Konstantinopels 1261 – drei Träger des Titels. Zeitweise sogar vier mit dem Herrscher von Thessaloniki. Nachdem dann das Byzantinische Reich 1453 endgültig untergegangen war, verstanden sich die Großfürsten von Moskau als dessen „rechtgläubige“ Erben und übernahmen folglich auch den Kaisertitel in der Form eines „Zaren von Russland“.

## Europäische Kaiserreiche der Neuzeit
In der Neuzeit wandelte sich das abendländische Kaisertum faktisch mehr und mehr zu einem Kaisertum der Deutschen, zumal auf die Krönung durch den Papst nach Karl V. verzichtet wurde. Im Prinzip wurde aber am universalen Charakter auch durch die Habsburger festgehalten. Eine neue Situation ergab sich allerdings durch die Expansion Frankreichs unter Napoleon, der sich 1804 den Titel eines Kaisers der Franzosen zulegte. Da sich das Ende des Heiligen Römischen Reiches abzeichnete, entschied sich dessen letzter Kaiser Franz II. im selben Jahr, den Titel eines Kaisers von Österreich anzunehmen und 1806 das Amt des Kaisers des Heiligen Römischen Reiches niederzulegen. Damit war endgültig offensichtlich, dass die Idee eines universalen Kaisertums am Ende und der Titel nur noch als eine Art Ehrentitel zu verstehen war, der dessen Träger über die Träger des Königstitels heraushob, im Übrigen aber keine „Weltherrschaft“ mehr begründen konnte. Dem entspricht auch, dass auch den Herrschern Chinas, des Osmanischen Reiches und schließlich auch Ländern wie Annam, Brasilien, Haiti, Indien, Japan, Korea, Mexiko und Persien der Kaisertitel zugestanden wurde. Die Proklamation der Hohenzollern zu Deutschen Kaisern 1871 knüpfte zwar ideell an das 1806 untergegangene Reich an, war aber faktisch ein nationales, kein universales Kaisertum.

## Ostasien
Ein ähnliches Problem ergab sich bekannt als wài wáng nèi dì („Außen König, innen Kaiser“), denn mit Ausnahme der Joseon-Könige trugen sämtliche ostasiatische Herrscher den chinesischen Kaisertitel. Auch China hatte ein Universalanspruch, nämlich auf Tianxia („Alles, was unter dem Himmel ist“). Schon die Gesandten von Nan-Yue nannten gegenüber der chinesischen Han-Dynastie ihren Herrscher „König“ obwohl er den Kaisertitel trug. China belehnte nicht nur die Kaiser mit dem Königstitel (wie in Vietnam die Lê-Dynastie), sondern auch in Japan den Shōgun Ashikaga Yoshimitsu und später den Ōuchi-Klan mit dem Titel „König von Japan“ und in Vietnam die Trịnh-Fürsten mit dem Titel „Stellvertretender König von Annan“.